# フレールスハイム・アム・マイン
フレールスハイム・アム・マイン (ドイツ語: Flörsheim am Main, ドイツ語発音: [ˈfløː̯ɐsha‿im]) は、ドイツ連邦共和国ヘッセン州マイン＝タウヌス郡の市である。

## 地理

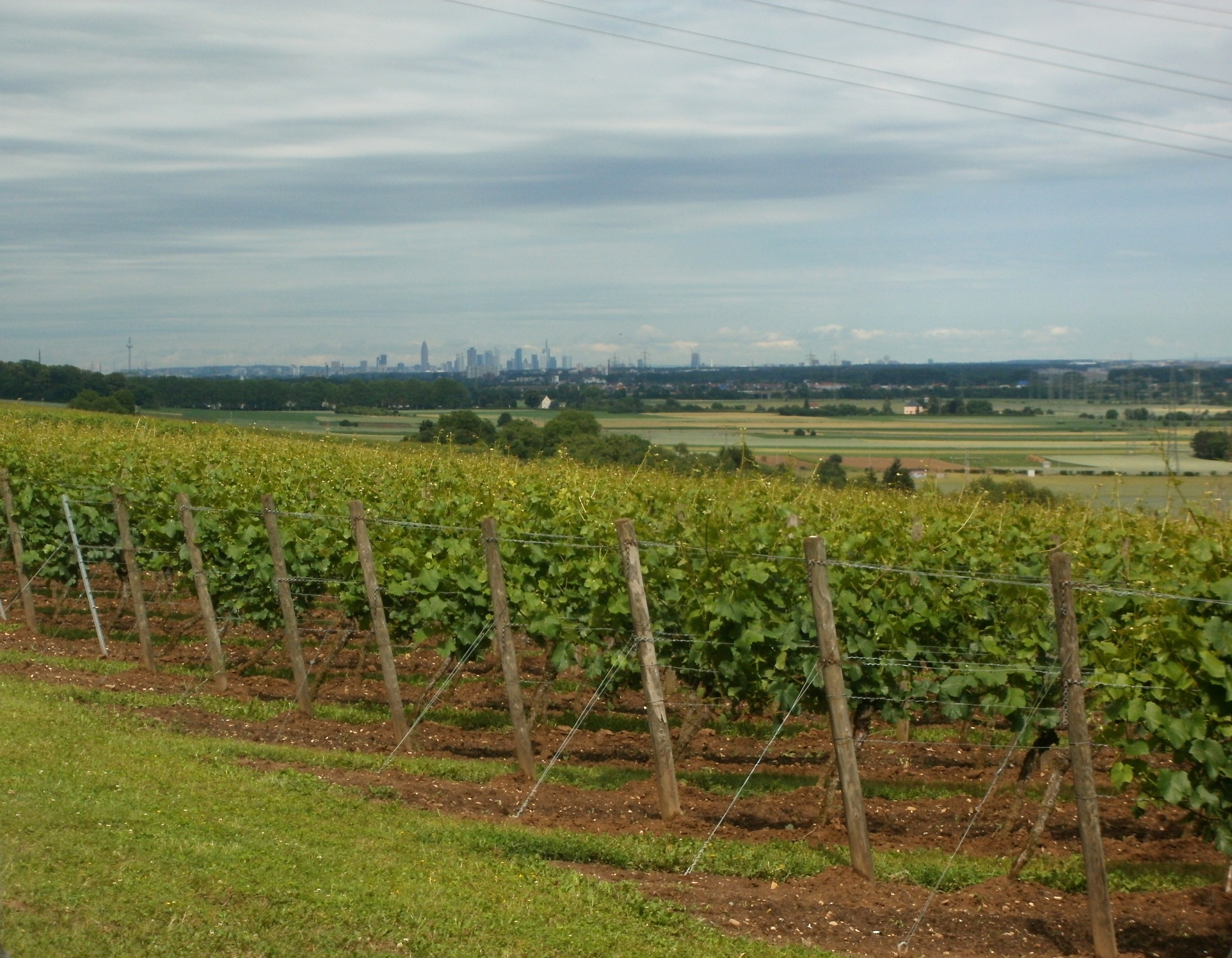
フレールスハイマー＝ヴァルテのブドウ畑

### 隣接する市町村
フレールスハイム・アム・マイン市は、北はホーフハイム・アム・タウヌス、東はハッタースハイム・アム・マイン（ともにマイン＝タウヌス郡）、南はラウンハイムおよびリュッセルスハイム・アム・マイン（ともにグロース＝ゲーラウ郡）、西はホーホハイム・アム・マインと境を接している。

### 市の構成
本市は、シュタットミッテ（12,342人）、ヴァイルバッハ（3,746人）、ヴィッカー（3,562人）、ケラーマク/ファルケンベルク（729人）の市区に分けられる（人口は2012年12月31日現在）。バート・ヴァイルバッハは、ヴァイルバッハ市区内の地区名である。

## 歴史

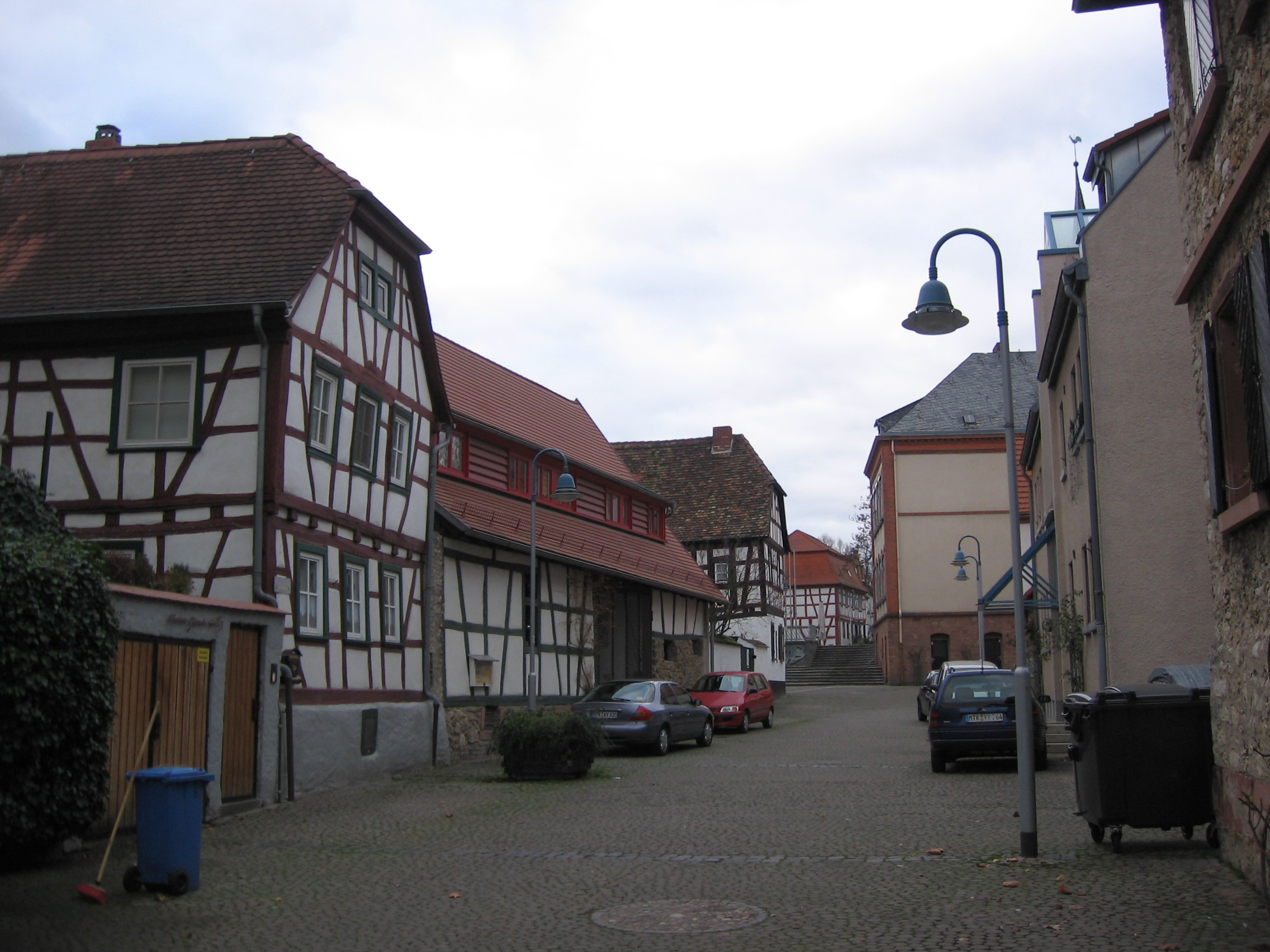
フレールスハイム旧市街

フレールスハイムの歴史は、現在は市区となっているヴィッカーおよびヴァイルバッハと同時に考察しないわけにはいかない。これら 3つの村はいずれもフランク人入植地を起源としており、フレールスハイムは 828年、ヴィッカーは910年、ヴァイルバッハは1112年に初めて文献に記録されている。この地域は近代に至るまでマインツと密接に結びついていた。その状況は、19世紀初めのナポレオン統治によって変化した。1803年に3つの村はナッサウ公領に編入された。さらに普墺戦争後の1866年、3つの村はナッサウ公領を分割したプロイセン王国に属した。1945年、連合国軍によってプロイセンが消滅した後、3つの村は新たに設立されたヘッセン州に組み込まれた。1953年にフレールスハイムが市に昇格した。ヘッセン州の行政・地域改革に伴い、1972年にフレールスハイム、ヴァイルバッハ、ヴィッカーは自由意思の下で一つの市に合併した。

## 行政

### 議会
フレールスハイム・アム・マイン市の市議会は、37議席からなる

### 首長
ベルント・ブリッシュ (CDU) は2011年11月1日からフレールスハイム・アム・マインの市長を務めている。彼は2018年5月27日の市長選挙で、当時現職のミヒャエル・アンテンブリンク (SPD)およびマルクス・オックスに対して 61.2 % の票を獲得して当選した。この選挙の投票率は 7.1 % であった。

### 紋章
図柄: 青地。銀の波の上に、2枚の銀の帆と旗を掲げた金の船。マストの上の見張り台は銀と赤に彩色されている。主帆には黒く大文字で F が3つ書かれている。船尾旗は赤地に 6本スポークの銀の輪が描かれている。
18世紀から、境界石や印章には、村の目印として操舵輪が用いられていた。1816年から図柄はマイン川の商業船のデザインとなり、1908年から現在の形の紋章となった。1930年に 3つの Fが書き加えられたのだが、これは1765年にマインツ選帝侯によって設立され、1914年まで操業していた フレールスハイマー・ファヤーンス＝ファブリーク（Flörsheimer Fayence-Fabrik、ファイアンス焼きの工場）を示す。この紋章は1951年に公式のものとなった。船尾旗の輪は、「マインツの輪」（マインツ選帝侯の紋章）であり何世紀にもわたり（1270年 - 1803年）マインツ選帝侯領に属していたことを示している。

### 姉妹都市
- ペロル（フランス、エロー県）1992年
- ピスコビツェ（ポーランド、シロンスク県）2005年
- Güzelbahçe（トルコ、イズミル県）2011年

## 文化と見所

### 年中行事
市は、毎年8月の最終週末に「フェアロープター・ターク」を祝う。これはフレールスハイムでペストが猛威を振るった1666年に起源を持つ。わずかの期間に 200人が死亡し、小さな村は絶滅に瀕した。伝承によれば、生き延びた住民は苦難からの救済を祈った。その後ペストが事実上終息した後、司祭のヨハネス・ラウレンティウスミュンヒに先導された生き延びたフレールスハイムの住民たちは「フレールスハイムがある限り、神の栄光に対して毎年感謝のパレードを献げる」ことを誓った。その後、戦時中は禁止されたにもかかわらず、この誓いは堅く守られた。「フェアロープター・ターク」は、2011年に第345回を迎えた。
毎年10月にマイン川の岸辺でフレールスハイムの「ケルプ」（教会祭）が開催される。この教会祭は、聖ガルス教会の献堂祭に由来する。また、1970年代以降、6月最終週の週末に「フレールスハイム・オープンエア」が開催される。これはポップスやロックの小さな音楽祭で、リュッセルスハイムとの間の橋の下にあたる河川敷で行われ、入場は無料である。地域を超えて有名なのがフレールスハイムの「ファッセハツウウムツーク」である。このパレードは、謝肉祭の日曜日の 13:31に始まり、3,500人以上が参加し、毎年約 35,000人の見物客が訪れる。警察の発表によれば、2007年の見物客は約 8万人であった。これは近隣の市町村では、奇数年には、日曜日にパレードが行われないためである。
フレールスハイムには "Hall di Gail"（ハル・ディ・ガイル）という他にないカーニバルのかけ声が際立っている。このかけ声の由来は、パレードに多くの馬車が参加していた頃に遡る。騒ぎ、うねる人々に動揺する馬をしっかりと制御するために御者が叫んだ "Halte die Gäule !"（しっかりしろ、この駄馬め）がその起源である。
1980年から毎年10 - 12月にガルス＝コンツェルテが開催される。これは音楽文化シリーズで、一部はヘッセン放送のイベントとしてコンサートが行われる。

## 経済と社会資本

### 交通

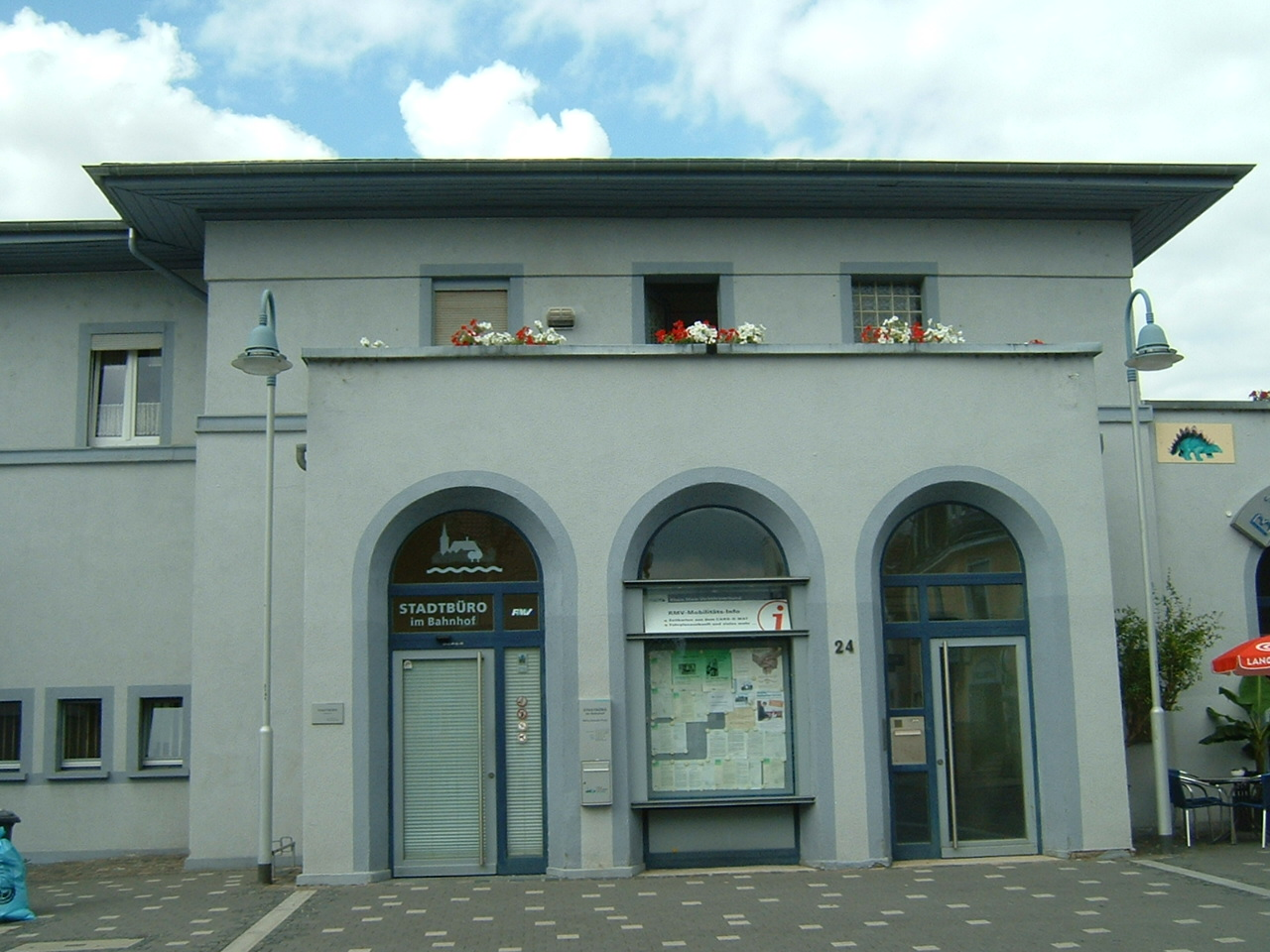
フレールスハイムの駅舎

- フレールスハイムは、ヴァイルバッハ付近でアウトバーン A66号線（マインツ/ヴィースバーデン - フランクフルト - ハーナウ - フルダ）に接続する。
- リュッセルスハイム・アム・マインまたはヴァラウ経由でアウトバーン A3号線（オランダ国境 - ルール地方 - デュッセルドルフ - フランケン地方 - オーバープファルツ地方 - パッサウ - オーストリア国境に接続する。

2011年10月にフランクフルト空港の4番目の滑走路が運用開始されて以来、フレールスハイムは航空騒音に悩まされている。
フレールスハイム駅（タウヌス鉄道）には、Sバーン S1号線（ヴィースバーデン - マインツ＝カステル - フランクフルト - レーダーマルク＝オーバー＝ローデン）の列車が発着する。建築家イグナツ・オプファーマンによって 1839年に建設された駅舎はタウヌス鉄道の着工とともに建設されたもので、ドイツに現存する最も古い駅舎の一つである。1875年に駅長の居住スペースとして上階が増築された。改修後 2001年から、この建物はフレールスハイム市のオフィスとして利用され、付属建造物は青少年集会所として使われている。
多くのバス路線がある。
- 809系統: ホーフハイム駅 - フレールスハイム＝ファルケンベルク - フレールスハイム - フレールスハイム＝ヴィッカー - フレールスハイム＝ヴァイルバッハ - ホーフハイム駅
- 819系統: フレールスハイム - フレールスハイム＝ヴィッカー - フレールスハイム＝ヴァイルバッハ - フレールスハイム
- AST 818系統: フレールスハイム - フレールスハイム＝ファルケンベルク
- 1系統: フレールスハイム - リュッセルスハイム

マイン川沿いには多くの自転車道が通っている。
- ヘッセン自転車道 R3号線（ライン＝マイン＝キンツィヒ自転車道）は「シュペートレーザーライターの足跡をたどる」というモットーの下、ライン川、マイン川、キンツィヒ川沿いにフルダを経由してレーン山地のタンまで延びている。
- マイン自転車道は白マイン川および赤マイン川の水源からライン川との合流点であるマインツまで延びている。
- D-ルート 5（ザール - モーゼル - マイン）は、ザールブリュッケンから、トリーア、コブレンツ、マインツ、フランクフルト・アム・マイン、ヴュルツブルク、バイロイトを経由してチェコとの国境まで（全長 1,021 km）延びている。

## 人物

### 出身者
- クリスティアン・ゲオルク・シュッツ（1718年 - 1791年）画家、銅版画家
- アブデルアジズ・アハンフフ（1978年 - ）モロッコ系ドイツ人のサッカー選手

## 引用
1. ↑  Hessisches Statistisches Landesamt: Bevölkerung in Hessen am 31.12.2023 (Landkreise, kreisfreie Städte und Gemeinden, Einwohnerzahlen auf Grundlage des Zensus 2011)]
2. ↑  Max Mangold, ed (2005). Duden, Aussprachewörterbuch (6 ed.). Dudenverl. p. 335. ISBN 978-3-411-04066-7
3. ↑  Zahlen - Daten - Fakten, Stadt Flörsheim am Main（2013年7月7日 閲覧）
4. ↑  Weilbach, Stadt Flörsheim am Main（2013年7月7日 閲覧）
5. ↑  2011年3月27日の市議会議員選挙結果、ヘッセン州統計局（2013年7月7日 閲覧）
6. ↑  “Bürgermeister-Wahl in Flörsheim: So hat Flörsheim gewählt”. Frankfurter Rundschau. (2018年5月27日) 2019年2月26日閲覧。
7. 1 2  Klemens Stadler: Deutsche Wappen – Bundesrepublik Deutschland, Band 3: Die Gemeindewappen des Landes Hessen, Bremen 1967, p. 33
8. ↑  Flörsheim am Main, Kulturland Rheingau（2013年7月7日 閲覧）
9. ↑  Zur Wirtschaft im Main-Taunus-Gebiet vor der Industrialisierung
10. ↑  Stadtportrait - Flörsheim, Stadt Flörsheim am Main（2013年7月7日 閲覧）